# Masdevallia decumana
Masdevallia decumana är en orkidéart som beskrevs av Willibald Königer. Masdevallia decumana ingår i släktet Masdevallia och familjen orkidéer. Inga underarter finns listade i Catalogue of Life.